# 天主之母
天主之母（Theotókos，/θe.oˈto.kos/，敍利亞文： ܝܳܠܕܰܬ ܐܰܠܳܗܳܐ‬，Yoldath Alloho，/jɑˈl.dɛθ ʔɑˈl.o.hɑ/，拉丁語：、Dei genetrix、Mater Dei，教會斯拉夫語：Богородице），又譯為上帝之母、神之母，是耶穌的母親瑪利亞的稱號之一，在東正教會、東方正統教會與天主教會中，都使用這個稱號來稱呼瑪利亞。相當於東方亞述教會所稱的我們的上帝和救主基督之母（英語：Mother of Christ our God and Saviour，或汉译为我們的天主、救主基督之母）或基督之母（Mother of Christ）。
字面上的翻譯，Theotókos可直譯為生神者（正教会译名）或汉译为誕神女，天主教會譯為“聖母”或“天主之母”。這個稱號在古代敍利亞教會中極為重視，在以弗所公會議中決議给予瑪利亞這個稱號。

## 語源
古希臘語：（Theotokos）是由兩個希臘语單字組成的詞，其中希臘語：是神、上帝的意思，而希臘語：是懷孕、生子的意思，相當於拉丁語：、Dei genetrix。學者雅羅斯拉夫·帕利坎（Jaroslav Pelikan）解釋這個字的意思是「那位生下神的人」（the one who gives birth to the one who is God）。
在英語世界中，Theotokos通常被譯為。英語：對應於拉丁語：，相當於希臘文單字（Mētēr tou Theou），或古希臘語：（Theomētor，另一個拼法為Θεομήτηρ，Theomētēr），這兩個單字都是“神的母親”之意。它通常被縮寫為MP ΘΥ，作為馬利亞的象徵符號。在中世紀時，拉丁語：與被視為同義，隨後被傳譯為英文。利瑪竇和徐光啟则將天主教传统中的拉丁文漢譯為“天主聖母”，有时也以圣母代替（；“后”，天上母后）等其他玛利亚的称号。
但不管是Theotokos 或 Mētēr tou Theou，在古希臘文基督教文獻中，都是使用於馬利亞懷孕與生下耶穌的時候。在三位一體教義中，耶穌與天父為一體，在某些基督教派別中，認為耶穌就是天主，馬利亞為耶穌之母，因此也可稱為天主之母。在西方基督教的应用中逐渐被不特指生育耶稣事件，而强调圣母子间恒久特殊关系，因此聖母（天主之母、神之母、基督之母）成為較為通用的譯名。
在東正教會和天主教會中，「天主之母」一詞不是指瑪利亞作為天主聖父的母親，只有指天主聖子耶穌的母親，更精確的說，瑪利亞生下的是神的化身、道成肉身（Incarnation），也就是天主聖子耶穌。但這些觀點引起在神學上的爭議，因此，也有人主張，應譯為「神的化身之母」或「神的肉體之母」（Mother of God Incarnate）。也有如聶斯脫里等人，認為生神女（Theotokos）這個稱號太容易使人混淆，主張以基督之母（Christotokos）的稱號來加以取代。東方亞述教會將這個稱呼變為「我們天主救主基督之母」（Mother of Christ, our God and Saviour）。天主之母其實為「天主第二位聖子耶穌基督之母」的縮寫。
1994年11月11日，天主教會教宗若望保祿二世與東方亞述教會大公牧首瑪·丁克哈四世簽署了《共同聲明》，支持兩項東方亞述教會慣用的稱呼，「基督之母」或是「我們天主救主基督之母」，將東方教會與西方天主教會的稱呼傳統合一。

## 早期基督教
俄利根通常被認為是第一個以“诞神女”（Theotokos）來稱呼馬利亞的人，但是這個說法根據的文獻可靠性有所爭議，無法確認。
在早期教父中，使用“诞神女”（Theotokos）來稱呼馬利亞的有亚他那修、聖額我略·納齊安、金口若望、希波的奧古斯丁等人。

### 引用
1. ↑  "We recognize the Blessed Virgin Mary as the Theotókos, the mother of God incarnate, and so observe her festivals and accord her honour among the saints." Mary: Grace and Hope in Christ by the Anglican-Roman Catholic International Commission (ARCIC II)
2. ↑  .   [2008-01-20]. （原始内容存档于2009-01-04） （英语）.
3. ↑  吳昶興.  (PDF). 2006  [2008-02-04]. （原始内容 (PDF)存档于2007-09-28） （中文）.